# Vuelo 375 de VASP
El vuelo 375 de VASP corresponde a un secuestro aéreo ocurrido el 29 de septiembre de 1988, realizado por Raimundo Nonato Alves da Conceição, quién pretendía estrellar el avión con 98 pasajeros y 7  tripulantes a bordo contra el Palacio de Planalto en Brasilia. El vuelo era realizado por un avión Boeing 737-300, que partió de Porto Velho con destino a Río de Janeiro, haciendo escalas en Brasilia, Goiânia y Belo Horizonte. En la etapa final del vuelo, entre Belo Horizonte y Río de Janeiro, el avión fue secuestrado y desviado a Brasilia. El secuestro no tuvo éxito y el avión, junto a sus pasajeros y tripulantes, aterrizó en Goiânia. La única víctima mortal como consecuencia del secuestro fue el primer oficial, Salvador Evangelista.
El piloto que evitó que el vuelo se convirtiera en tragedia, Fernando Murilo de Lima e Silva, fue homenajeado en octubre de 2001 por la Unión Nacional de Aeronautas y recibió el trofeo Destaque Aeronáutico por evitar a través de sus acciones la muerte de casi 100 pasajeros a bordo de la aeronave.

## Secuestro
A finales de la década de 1980, Brasil atravesaba una fase económica compleja, con altos niveles de desempleo e inflación. El que terminaría siendo el secuestrador del vuelo,  Raimundo Nonato Alves da Conceição, era de familia pobre y había perdido recientemente su trabajo, por lo que decidió castigar a quien creía responsable de la mala situación que él y el país atravesaban: el entonces Presidente de la República, José Sarney, lanzando un avión contra el Palacio de Planalto, donde se encuentra la Casa Presidencial.  Raimundo compró un revólver calibre 32    y abordó el vuelo 375 de VASP. En aquella época, en el aeropuerto de Confins no se utilizaban máquinas de rayos X ni detectores de metales para controlar el equipaje, lo que permitía el libre paso del pasajero y todo aquello que portaran.
El avión era un Boeing 737-317 (número de serie del fabricante 23176, número de línea Boeing 1213, matrícula PP-SNT). Tuvo su primer vuelo el 18 de marzo de 1986 y fue entregado a la aerolínea canadiense CP Air el 2 de abril de 1986. Posteriormente fue entregado a VASP, Morris Air, y finalmente acabó en la flota de la aerolínea estadounidense Southwest Airlines. Southwest dejó de prestar servicio al avión con matrícula N698SW en 2013 y fue desguazado en el aeropuerto de Greenwood .
El vuelo, que provenía de Porto Velho y hacía escala en Belo Horizonte, despegó a las 10:42. A las 14:00 horas y unos 20 minutos después del despegue, con el avión ya en el espacio aéreo de Río de Janeiro, Raimundo Nonato se levantó y anunció a viva voz el secuestro de la aeronave: demandó entrar en la cabina de pilotos y disparó a Ronaldo Dias, un asistente de vuelo, cuando intentó detenerlo. El secuestrador disparó varias veces a la puerta de la cabina, la abrió y entró. Al ingresar, Raimundo le disparó al tripulante extra, Gilberto Renhe, quien sufrió una fractura en la pierna producto del disparo. Mientras esto sucedía, y sin que el secuestrador se diera cuenta, el piloto Fernando Murilo de Lima e Silva llamó al transpondedor con el código 7500, que en el lenguaje de la aeronáutica indica interferencia ilícita (secuestro). Mientras intentaba responder a la respuesta radial de Cindacta, el primer oficial Salvador Evangelista fue baleado por el secuestrador y murió instantáneamente.  Raimundo entonces apuntó con el revólver al capitán y exigió que el avión fuera desviado inmediatamente a Brasilia. Raimundo finalmente, viendo las condiciones y su situación, renunció a su idea de lanzar el avión contra el Palacio de Planalto, pero impidió que el piloto aterrizara el avión casi sin combustible en el Aeropuerto Internacional de Brasilia o en la Base Aérea de Anápolis. Al aproximarse a Goiânia, el piloto realizó dos maniobras acrobáticas (un "tonneau" y un spin)   que fueron presenciadas por un caza Mirage III. Tuvo éxito en la segunda maniobra, lo que permitió un rápido aterrizaje en el aeropuerto de Santa Genoveva a la 1:45. tarde.  En tierra, el secuestro y las negociaciones continuaron durante varias horas. El secuestrador incluso exigió un avión más pequeño para huir, pero alrededor de las 7:00 pm, cuando descendía por la escalera de vuelo usando al piloto como escudo, recibió tres disparos por parte del equipo de élite de la Policía Federal de Brasil. Murió dos días después, víctima de una enfermedad de células falciformes,  no relacionada con los disparos, según el forense Fortunato Badan Palhares.